# Paradidyma trifasciata
Paradidyma trifasciata là một loài ruồi trong họ Tachinidae.